# Vinderød Kirke
Vinderød Kirke ligger i Vinderød nordøst for Frederiksværk i Halsnæs Kommune med udsigt over Arresø. Kirken er bygget i 1883 efter tegning af Ove Petersen. Der har på stedet ligget både en middelalderkirke og den classenske gravkirke 1795-1883, hvoraf Johan Frederik Classens gravkapel er bevaret fra kirken opført i 1795.
I kirken findes en marmorsarkofag udført af af Johannes Wiedewelt med de jordiske rester af Johan Frederik Classen. Også Peter Hersleb Classen den yngre er begravet her.

## Middelalderkirken
De tidligste kilder er fra 1389, da Roskildebispen henlagde sognets bispetiende til Sankt Laurentii kapel i Roskilde.
Efter anlæg i 1728 af kanalen mellem Arresø og Roskilde Fjord øgedes menigheden og igen efter kanonværkets anlæggelse i 1756 og navngivningen af Frederiksværk.
Ejeren af kanonværket Johan Frederik Classen døde i 1792, og kirken blev købt af hans fideikommis' (Det Classenske Fideicommis) på den betingelse, at kongen beholdt kaldsretten, og kirken forsynedes med en passende tilbygning. I 1794 blev bygningen stillet til rådighed for entreprenøren, hofarkitekt Andreas Kirkerup, da den skulle nedtages og en ny opføres efter planer af konferensråd Peter Hersleb Classen den ældre, bror til J.F. Classen.

## Den classenske gravkirke 1795-1883
Tekst mangler, hjælp os med at skrive teksten

## Kirken fra 1883
Altertavlen er malet af C. Schleisner (1810-1882) der menes at være dybt inspireret af den tyske kunstnergruppe de såkaldte ”Narzarenere”, De havde fået deres navn pga. deres frisure med skulderlangt hår, skilt i midten nøjagtigt som man ser det hos traditionernes Jesus af Nazarat.
Kirkens Altersølv er fra 1771. Alterlysestagerne er kopier af Frederikssunds kirkes stager fra 1622, den syvarmede stage er en anonym gave fra 1939,
Døbefonden i sandsten er fremstillet af E. Nielsen i 1884.
Dåbsfadet af messing er fremstillet i Sydtyskland omkring år 1550, og i bunden findes en scene fra Maria bebudelse.
Dåbskanden som er balusterformet og i messing er fra 1800-tallet.
Orglet er bygget af Th. Frobenius & Co og stod færdigt i 1963. Orglet har 10 stemmer fordelt på 2 manualer og pedal og var oprindeligt placeret foran kirkens mosaisrude, som blev til efter orglet færdiggørelse. I forbindelse med kirkens renovering i 2010 blev orglet flyttet ud i siden af kirkerummet.
Mosaikruden er tegnet af kunstneren Johan V. Andersen og blev i 1969 opsat af glarmester Freeser i samarbejde med lokale håndværkere
Motivet er øverst Jesus opstandelse fra de døde. I midten ses de fire evangelistsymboler – englen for Mattæud, løven for Markus, oksen for Lukas og ørnen for Johannes.
Neders scenen fra 1 . søndag efter Påske, hvor Jesus igen møder disciplene. Dog er der kun 11, den 12. Judas er udeladt. Apostlen Thomas ses til høre for Jesus.
Glasstykkerne er hentet i kunstneren Chagalls værksted i Paris, og skulle være rester fra nogle af Chagalls værker i Jerusalem.
Kirkeskibet – skoleskibet Fulton – er en 100 års jubilæumsgade fremstillet og skænket af arkitekt Erik Andersen, Karsemose. Det blev indviet ved pinsegudstjenesten den 30 maj 1982.
Krucifikset over indgangsdøren til kirkeskibet er en anonym gave fra omkring 1970.
Helligåndsduen ved prædikestolen er udformet af Vinderøds lokale kunstner Leif Nielsen i 1994.
Kirkens belysning består af 4 lysekroner. De 2 ældste blev i 1888 skænket af geheimerådinde F. Classen. De er fremstillet af zinkstøber Rasmussen efter en gammel 16-armet model. Den 3. lysekrone blev skænket af Det Classenske Fideicommis ved dets 150 års jubilæum den 24 marts 1942 Ved restaureringen i 1976 blev der opsat 6 lysearme på kirkens nord- og sydvæk. De 2 lysearme på kirkens vestvæg er anonyme gaver fra 1962.
Kirkeklokkerne er fra 1494 og 1649. Den lille klokke er sammen med nogle af granitkvaderstenene det ældste i Vinderød Kirke. Den store klokkes tekst lyder ”Støbt af S. H. Hornhaver paa Frederiksværk Støbt 1649. Omstøbt Aar 1826 paa Det Classenske Fideicommis Bekostning” Øverst er klokkens vægt ”1340 Pund” indhugget.
Kirkegården har altid været fælles for Frederiksværk og Vinderød. Kirkegården ligger i tilknytning af Vinderød kirke, og vedblev at være kirkegård for begge sogne efter Frederiksværk Kirkes opførsel.

## Eksterne kilder og henvisninger
- Wikimedia Commons har flere filer relateret til Vinderød Kirke
- Danmarks Kirker II – Frederiksborg Amt 3. Bind af E. Moltke mfl., G. E. C. Gads Forlag 1970. ISBN 87-12-16806-8 [DKF]
- Vinderød Kirke hos KortTilKirken.dk
- Vinderød Kirke hos danmarkskirker.natmus.dk (Danmarks Kirker, Nationalmuseet)